# Långskäret (Vaasa)
Långskäret est une île de l'archipel de Sundom du nord Kvarken à Vaasa en Finlande,.

## Géographie
La superficie de l'île est de 17,9 kilomètres carrés et sa longueur maximale est de 8,2 km du nord au sud.